# Оловно-киселинна батерия
Оловно-киселинната батерия е вид акумулатор, в който електродите се състоят от олово и оловен двуокис и електролит от разредена сярна киселина. Това е най-старата многократно презареждаща се батерия, която може да съхранява и отдава електрическа енергия. Въпреки малкото съотношение на енергия / тегло т.е. енергийна плътност, батерията допуска голям разряден ток без да се поврежда.
Това тяхно свойство заедно с ниската им цена ги прави подходящи за използването в моторните превозни средства, за да захранват с големи стойности на  тока стартерите на двигателите.

## История
През 1854 г. немският лекар и физик Вилхелм Йозеф Синстеден (Wilhelm Josef Sinsteden) изработва първата оловно-киселинна батерия. Той поставя две големи оловни плочи, които не се допират, в буркан, пълен с разредена сярна киселина. Чрез свързване на източник на напрежение и често разреждане и зареждане (формиране) той достига след определено време до измерим капацитет. На една от плочите се образува оловен двуокис, а на другата – чисто олово.
През 1859 г. френският физик Гастон Планте (Gaston Planté) значително подобрява оловно-киселинната батерия на Синстеден като я подсилва чрез спирално подреждане на оловни плочи и така изобретява и създава първия оловно-киселинен акумулатор. Тази конструкция все още се използва днес за автомобилни оловно-киселинни акумулатори.
В индустрията първоначално не се използват достатъчно клетки за съхранение на електроенергия, това се промени само двадесет години по-късно. През 1866 г. Вернер фон Сименс разработва електрически генератор и търсенето на начини за съхраняване на електрическа енергия се увеличава бързо. През 1880 г. оловно-киселинната батерия е разработена решително от френския инженер Камил Алфонс Фауре (Camille Alphonse Faure) и акумулаторът достига висок капацитет само след няколко цикъла на зареждане (образуване) поради покритието му с оловен прах и сяра. 

## Електрохимия
Принцип на работа на оловно-киселинните батерии се основава на електрохимическата реакция между оловото Pb и оловния двуокис PbO2 в сернокисела среда от поставената в акумулатора сярна киселина H2SO4.
В заредено състояние всяка клетка съдържа електроди от чисто олово и оловен двуокис.
При разредено състояние двата електрода се превръщат в оловен сулфат (PbSO4) и електролитът изгубва разтворената си сярна киселина и се превръща основно във вода. От реакцията на сярната киселина и водата се получава дисоцииране на сярната киселина (dissoziierte Schwefelsäure):
{\displaystyle \mathrm {H_{2}SO_{4}+2\,H_{2}O\rightleftharpoons 2\,H_{3}O^{*}+SO_{4}^{2-}} }
Начинът на действие на оловно-киселинната акумулаторна батерия може да бъде представен от химичните процеси, протичащи по време на зареждането и разреждането ѝ като източник на електрически ток.
По време на отдаване на енергия (разреждане) се извършват следните химични процеси:
Отрицателен полюс:
{\displaystyle \mathrm {Pb+SO_{4}^{2-}\longrightarrow PbSO_{4}+2\,e^{-}} }
Положителен полюс:
{\displaystyle \mathrm {PbO_{2}+SO_{4}^{2-}+4\,H^{+}+2\,e^{-}\longrightarrow PbSO_{4}+2\,H_{2}O} }
При захранване с енергия (зареждане от източник) процесите протичат в обратна посока.
Цялостната реакция при разреждане и зареждане:
{\displaystyle \mathrm {Pb+PbO_{2}+2\,H_{2}SO_{4}\rightleftharpoons 2\,PbSO_{4}+2\,H_{2}O} }
В посока надясно в тази формула се отдава енергия от оловно-киселинната акумулаторна батерия и тя се разрежда, а наляво се захранва енергийно и се зарежда.
От електрохимичните еквиваленти се изчислява заряд от 2*F = 2*96485 [A*s] (F – константа на Фарадей) за „електрическата енергия“. Това съответства на оловна батерия с капацитет 53,6 [A*h].
От електрохимичната серия от напрежения сега може да се изчисли потенциалната разлика, т. е. в крайна сметка възниква електрическо напрежение.
{\displaystyle \mathrm {Pb+SO_{4}^{2-}\longrightarrow PbSO_{4}+2\,e^{-}} \quad |-0{,}36~\mathrm {V} }
{\displaystyle \mathrm {PbO_{2}+SO_{4}^{2-}+4\,H^{+}+2\,e^{-}\longrightarrow PbSO_{4}+2\,H_{2}O} \quad |+1{,}68~\mathrm {V} }
{\displaystyle E_{\mathrm {Ges} }^{0}=1{,}68~\mathrm {V} -(-0{,}36~\mathrm {V} )=2{,}04~\mathrm {V} }
Саморазреждане:
Оловният двуокис PbO2 е нестабилeн в разтвор на сярна киселина H2SO4. Оловото Рb е от IV валентност, реагира със сулфатната група SO4 и се образува оловен сулфат PbSO4, вода H20 и кислород O2.
{\displaystyle \mathrm {2\,PbO_{2}+2\,H_{2}SO_{4}\longrightarrow 2\,PbSO_{4}+2\,H_{2}O+O_{2}} }
Пренапрежението на водорода, което прави възможно зареждането на оловно-киселинните батерии, забавя този процес.
Понеже клетките с течен електролит в повечето оловно-киселинни батерии са отворени, зареждането с по-високи напрежения генерира кислород и водород от електролизата на водата, създавайки експлозивна смес, която при наличието на искра може да се възпламени. Киселинният електролит е корозивен.
Клетките обикновено не са изработени от чисто олово, а съдържат и малки количества антимон, калай, калций или сплав от селен, така че плоскостта на материала да има допълнителна здравина и да се улесни процеса на производство.

## Приложение и характеристики
Съвременните оловно-киселинни батерии са най-масово използваните акумулаторни батерии поради приемливата им ниска цена и добри експлоатационни качества. Те са основните подобни средства използвани в автомобилния транспорт и като аварийни източници на електроенергия в телефонни централи, системи за сигурност, непрекъсваеми токозахранвания (UPS) и др. Поради възможността да се произвеждат акумулатори с различно напрежение и различен капацитет, както и да бъдат свързвани при експлоатация по определен начин, много голямо е разнообразието от изходни напрежения и продължителност от време за използване като средство за стартиране или авариен режим.